# Стенгоуп, Філіп Дормер, 4-й граф Честерфілд
Філип Дормер Стенхоуп, 4-й граф Честерфілд (англ. Philip Dormer Stanhope, 4th Earl of Chesterfield, 22 вересня 1694, Лондон — 24 березня 1773 Лондон) — англійський державний діяч, дипломат та письменник, автор «Листів до сина». До смерті батька в 1726 був відомий під титулом лорд Стенхоуп (Lord Stanhope).

## Біографія
У 1715 році Філіп Дормер Стенхоуп увійшов до палати громад як лорд Стенгоуп з Шелфорда і як член сент-німців. Пізніше, коли до палати прийшов імпічмент Джеймса Батлера, 2-го герцога Ормонде, він використав цей випадок (5 серпня 1715 року ), щоб випробувати результат своїх риторчних досліджень. Його перша промова була вільною і дагмотичною, але після її завершення інший член - після першого доповнення мовою - нагадав молодому оратору що він ще шість тижнів до свого повноліття, і, отже, підлягає штрафу в розмірі £ 500 для виступу в палаті; Лорд Стенгоп залишив палату громад з низьким поклоном і вирушив на континент.
Перебуваючи в Парижі, він надіслав урядові важливу інформацію, про розвиток сюжетів якобітів; у 1716 році він повернувся до Британії, відновив своє місце і став відомий як досвідчений, але тактичний дебат. Коли кароль Джордж l посварився з своїм сином, принцом Уельським (Джордж ll), лорд Стенгоуп залишався політично вірним князю обережно не розриваючись з королівською партією.
Зі смертю батька в 1726 році Стенхоуп прийняв титул лорда Честерфілда і пересів з палати громад в палату лордів. Тут його ораторську майстерність, непотрібну в нижній палаті, нарешті оцінили і у 1728 році Честерфілд прийняв важливий пост посла в Гаазі (ймовірно, і те, що він був свого роду почесним висилким, влаштованим Уолполом). Честерфілд виявився здібним дипломатом, уклав для Великої Британії Віденський договір 1731 року, але через слабке здоров'я повернувся на батьківщину в 1732 році. Дипломатична служба принесла йому Орден Підв'язки і придворний титул лорда-стюарда. У тому ж 1732 році в Гаазі народився його незаконно народжений син від Елізабет дю Буше, також Філіп Стенхоуп (другий, 1732—1768), якому присвятив відомі «Листи до Сина».